# Plastic Bertrand
Roger Allen François Jouret, conocido artísticamente como Plastic Bertrand (24 de febrero de 1954 en Bruselas, Bélgica) es un músico, cantante y presentador televisivo belga conocido por su sencillo de 1977: Ça plane pour moi.

## Biografía

### Primeros años e inicios musicales
Jouret nació en Bruselas, Bélgica el 24 de febrero de 1954 en el seno de un padre francés y madre ucraniana. A los 9 años tocaba la batería y cantaba en la banda Buffalo Scouts, grupo organizado por Boy Scouts que interpretaban canciones de los Rolling Stones. Más tarde pasaría a formar parte de The Pelicans con los que actuaba en fiestas hasta que cambiaron el nombre por el de Passing the Time y empezaron a tocar en cafés teatro, otros clubes y en festivales a lo largo del litoral belga y holandés. Finalmente fue contratado por la emisora pirata Radio Veronica.
Mientras tanto seguía con sus estudios en la academia musical en donde aprendió teoría y percusión hasta que se graduó en el Athénée Adolphe Max. Mientras esperaba su admisión en el Real Conservatorio de la Música de La Haya estuvo estudiando diseño en el Instituto Saint-Luc.
En 1973 entró en el conservatorio donde estudió percusión, teoría e historia musical. Influenciado por el movimiento punk, en 1974 formó la banda Hubble Bubble compaginando sus estudios, ensayos y conciertos con la banda aparte de ejercer de director de escenario en el Théâtre des Galeries. En 1978, Hubble Bubble publicó sus dos primeros álbumes y Jouret aparecía acreditado como "Roger Junior". Desgraciadamente, uno de los integrantes, Daniel Massart falleció en un accidente de tráfico cuando regresaba de un ensayo y el grupo se disolvió. El mánager del grupo Bernard Schol decidió que Jouret y el productor Lou Deprijck grabaran en su estudio Ça plane pour moi. La discográfica RKM estuvo buscando otra imagen para el sencillo más atrayente que la del intérprete original Deprijck

### Como solista
En 1977 empezó su carrera en solitario bajo el seudónimo de Plastic Bertrand y estuvo acreditado como el intérprete de Ça plane pour moi a pesar de estar compuesta por el productor y compositor Lou Deprijck junto a Phil de RKM/Vogue de Studio Morgan de Bruselas. Bertrand recibió solo un 0,5% de aceptación y su single fue adaptado al inglés por Elton Motello bajo el nombre de Jet Boy, Jet Girl
Más tarde haría una gira por Europa, Japón, Australia y América del Norte junto a Deprijck, siendo uno de los pocos francófonos en aparecer en el Billboard Chart. También apareció en televisión presentando varios programas de la televisión francesa, Jackpot en TF1 y Destination Noël en France 2 además de Due Per Tutti en Rai 2 y Supercool en RTBF.
Entre 1982 y 1985 vivió en Milán en donde realizó una galería fotográfica en la que era protagonista. Tiempo después grabaría el musical infantil Abbacadabra junto con Daniel Balavoine y la integrante de ABBA Anni-Frid Lyngstad. A comienzos de los años 80 apareció en películas como Légitime Violence y el cortometraje Baoum. Mientras trabajaba con Vladimir Cosma, compuso varias BSO de películas, entre las que se incluye Astérix contra el César.
En 1987 intentó volver a la industrial musical, representando a Luxemburgo en el Festival de Eurovisión en Bruselas con la canción Amour Amour. Sin embargo sólo alcanzó la vigesimoprimera posición entre los veintidós países participantes, con 4 puntos.
Durante los años 90, trabajó en otras facetas de la música como cantautor y productor además de publicar el álbum Suite Diagonal bajo el sello de Sony en 1994 junto con Jacques Lanzmann. Tras fundar la compañía MMD con Pierrette Broodthaers, produjo dos álbumes más para David Janssen, uno de música clásica con influencia turca contemporánea con Leila Pinar y otro de música balcánica con el Coro Kazansky además de un sencillo para Noël Godin.

### Regreso
20 años después de su hit internacional, Bertrand regresó a los escenarios y MTV le consideró "el artista más esperado tras su retorno". En 1982 colaboró en el álbum Get Ready! y volvió a grabar el sencillo Stop ou encore con el que consiguió un Disco de platino en su país. En 1998 publicó un recopilatorio de grandes éxitos remasterizado por él bajo la discográfica Universal-AMC.
Además de retomar su carrera musical, apareció en varios programas televisivos europeos, en uno de ellos, fue el presentador de un concurso de la RTBF durante dos temporadas. También trabajó con Pierrette Broodthaers en la exposición de arte: Broodthaers & Bertrand y en el Museo de Arte Contemporáneo de Valenciennes, Francia junto a Jacques Charlier para producir 120 pinturas al estilo Andy Warhol.
En 2001, Bertrand realizó una gira por Bélgica, Francia, Suiza y Alemania en donde interpretó canciones inéditas. También apareció en los programas de Channel 4 Eurotrash y en el programa de Clarkson de la BBC 2.
En 2002 firmó un nuevo contrato y grabó su octavo álbum: Ultra terestre. En los meses de septiembre y diciembre del mismo año fue uno de los jurados del talent show de RTL-TVI: Star Academy.
En marzo de 2003 celebró su vigesimoquinto aniversario como solista y actuó en el Cirque Royal de Bruselas con un nuevo repertorio y temas antiguos con la Orquesta Filarmónica.
De julio a septiembre de 2003 fue el presentador del talent show: Hit Story de France 3. Durante su regreso hizo una colaboración en el especial de 1980 de Le Maillon Faible. Del 18 de agosto al 5 de septiembre de 2007 colaboró en la gira Countdown Spectacular 2 Tour por Australia.

### Demanda judicial
En 2010, un experto declaró ante los juzgados que la canción Ça plane pour moi fue interpretada por Lou Deprijck en 2006 con la misma voz de 1977. Bertrand presentó una alegación, pero el 28 de julio admitió no ser el autor del sencillo.

## Discografía
- 1978 AN1
- 1979 J'te fais un plan
- 1980 L' Album
- 1981 Plastiquez vos baffles
- 1981 Grands succès/Greatest Hits
- 1983 Chat va... Et Toi?
- 1988 Pix
- 1994 Suite diagonale
- 2002 Ultraterrestre
- 2009 Dandy Bandit